# 楚金玲
楚 金玲（そ きんれい、ラテン翻記:Chu Jinling、1984年7月29日 - ）は、中華人民共和国の元女子バレーボール選手である。元中華人民共和国代表。

## 来歴
遼寧省大連市出身。2002年の中国バレーボールリーグで頭角を現し、すぐに代表入りを果たす。
2003年、モントルーバレーマスターズで代表デビューを果たし、優勝に貢献。同年のWGPでも優勝を果たした。しかし過度のトレーニングからきた右肩痛により、同年秋のワールドカップを目前に代表を離脱せざるを得なかった。
2005年に代表に復帰し、アジア選手権で優勝に大きく貢献し、自らもMVP及びベストスパイカーの栄誉に浴した。しかし故障がちに加え技量レベルの問題から再び代表を離れた。遼寧省チームに戻った楚は、エースポジションを若き王一梅に奪われ、国内リーグで活躍したものの次第に忘れられた存在となり、自国開催となった北京オリンピックにも出場できなかった。
2012年、楚は予期せぬことに、ロンドンオリンピック代表メンバーに選出され、唯一のベテランとして、チームを牽引した。

## エピソード
前述の通り、北京オリンピックには選手としての出場は叶わなかったが、聖火ランナーとして瀋陽市を走っている。

## 球歴
- 三大大会
  - オリンピック - 2012年（5位）
- その他大会
  - WGP - 2003年（金メダル）、2005年（銅メダル）
  - アジア選手権 - 2003年（金メダル）、2005年（金メダル）、2009年（銀メダル）
  - アジア競技大会 - 2006年（金メダル）

## 所属チーム
- 遼寧（1996-2012年）
- 広東（2012-2014年）

## 受賞歴
- 2005年 - アジア選手権 MVP、ベストスパイカー